# Chinattus sinensis
Chinattus sinensis is een spinnensoort uit de familie springspinnen (Salticidae). De soort komt voor in China.